# ريبيكا آبي
ريبيكا آبي (بالألمانية: Rebecca Abe)‏ أو ستيفاني فاي اسم مستعار (ولدت عام 1967 في شتارنبيرغ) كاتبة ورسامة توضيحية ألمانية.

## السيرة الذاتية
درست التصميم الغرافيكي في ميونيخ ولديها عدة رسومات إيضاحية للمدارس ولكتب الأطفال. ومن أوائل رسوماتها التوضيحية المنشورة كانت طبعة هايدي التي كتبتها يوهانا شبيري.

## وصلات خارجية
- (بالألمانية) Persönliche الموقع
- نصوص عن ريبيكا آبي في فهرس مكتبة ألمانيا الوطنية